# Флоран Маноду
Флоран Манаду (фр. Florent Manaudou; Вилербан, 12. новембар 1990) француски је пливач специјалсита за пливање делфин и слободним стилом. Његова старија сестра Лор Маноду је вишеструка европска, светска и олимпијска победница у пливању.
Некадашњи је јуниорски првак Француске на 50 метара слободно. На Летњим олимпијским играма 2012. у Лондону освојио је прво место у дисциплини 50 метара слободним стилом, поставши тако први Француз са златном медаљом у тој дисциплини. Иако је у Лондон дошао са десетим временом у тој дисциплини успео је да за целих 20 стотих делова секунде иза себе остави фаворизоване Калена Џоунса и Сезара Сјела Фиља и први дође до циља. То му је уједно и највећи успех у каријери и прва међународна медаља са великих такмичења.